# Зажабле
Зажа́бле (хорв. Zažablje) — община в южной части Хорватии (в Далмации), на берегу Адриатического моря. Население — 912 чел. (на 2001 г.).

## Состав общины
- Mlinište - 419
- Bijeli Vir - 327
- Badžula - 88
- Mislina - 67
- Dobranje - 9
- Vidonje - 2